# M45 Quadmount

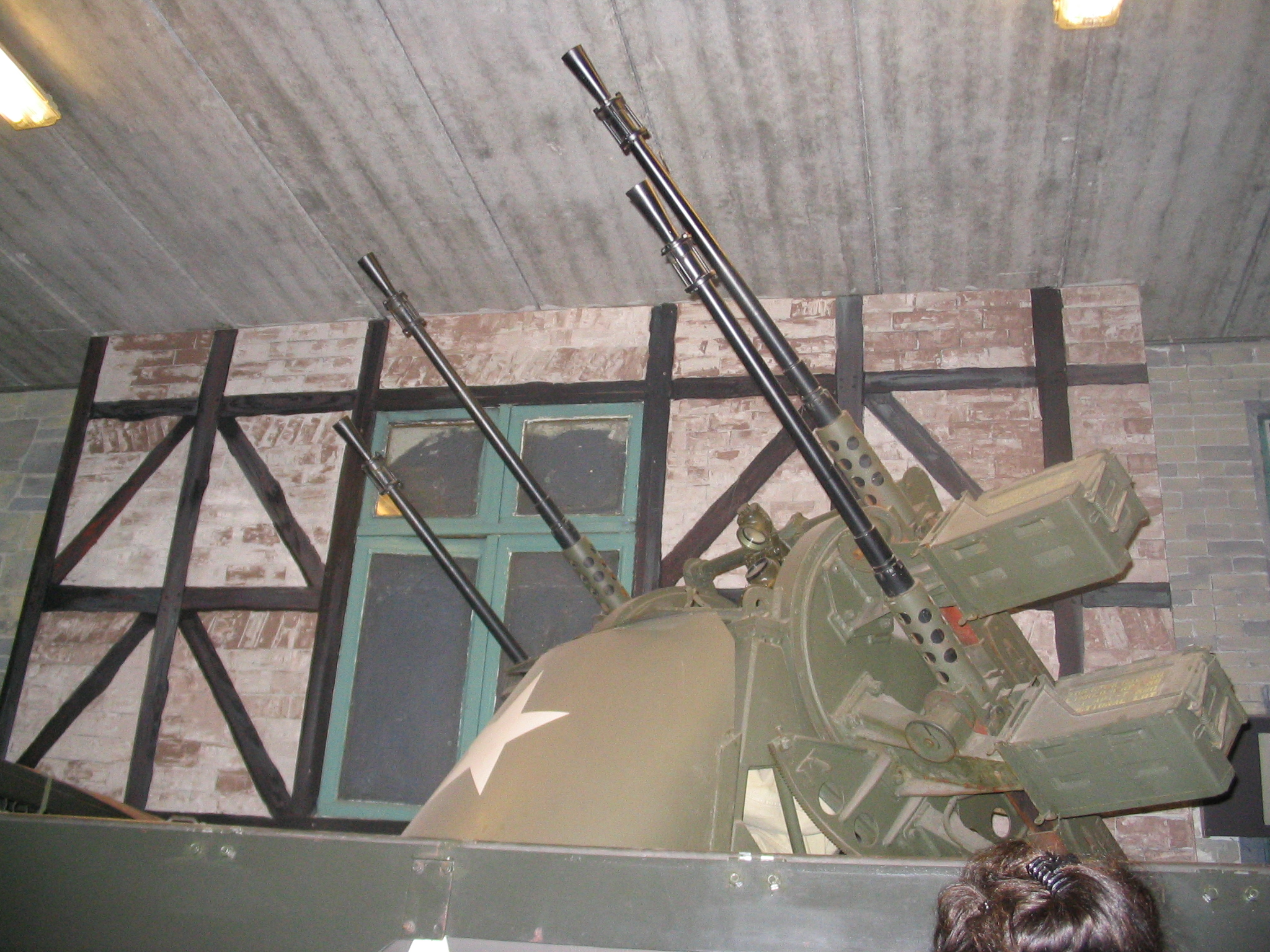

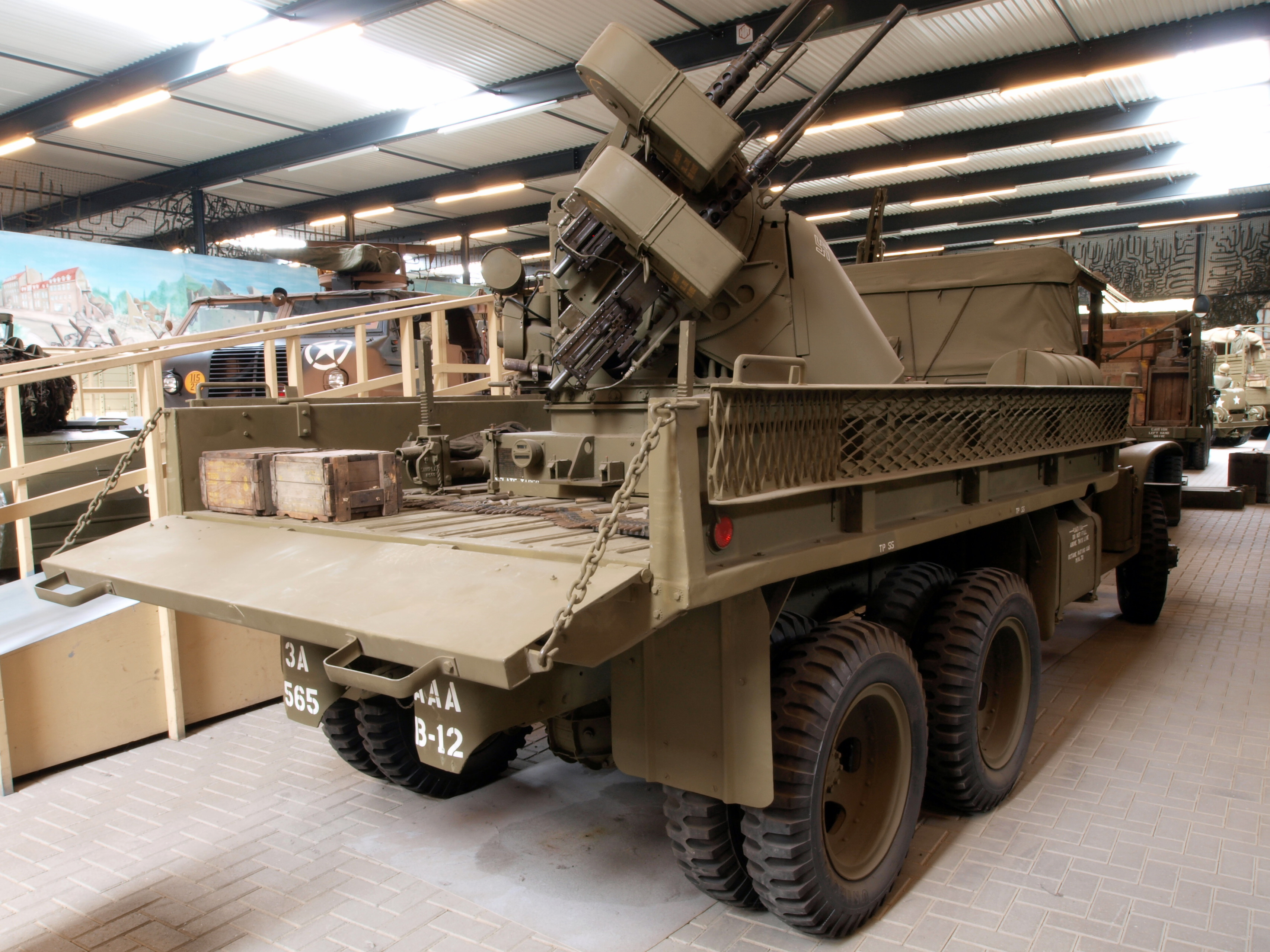
Montiert auf einem Lkw

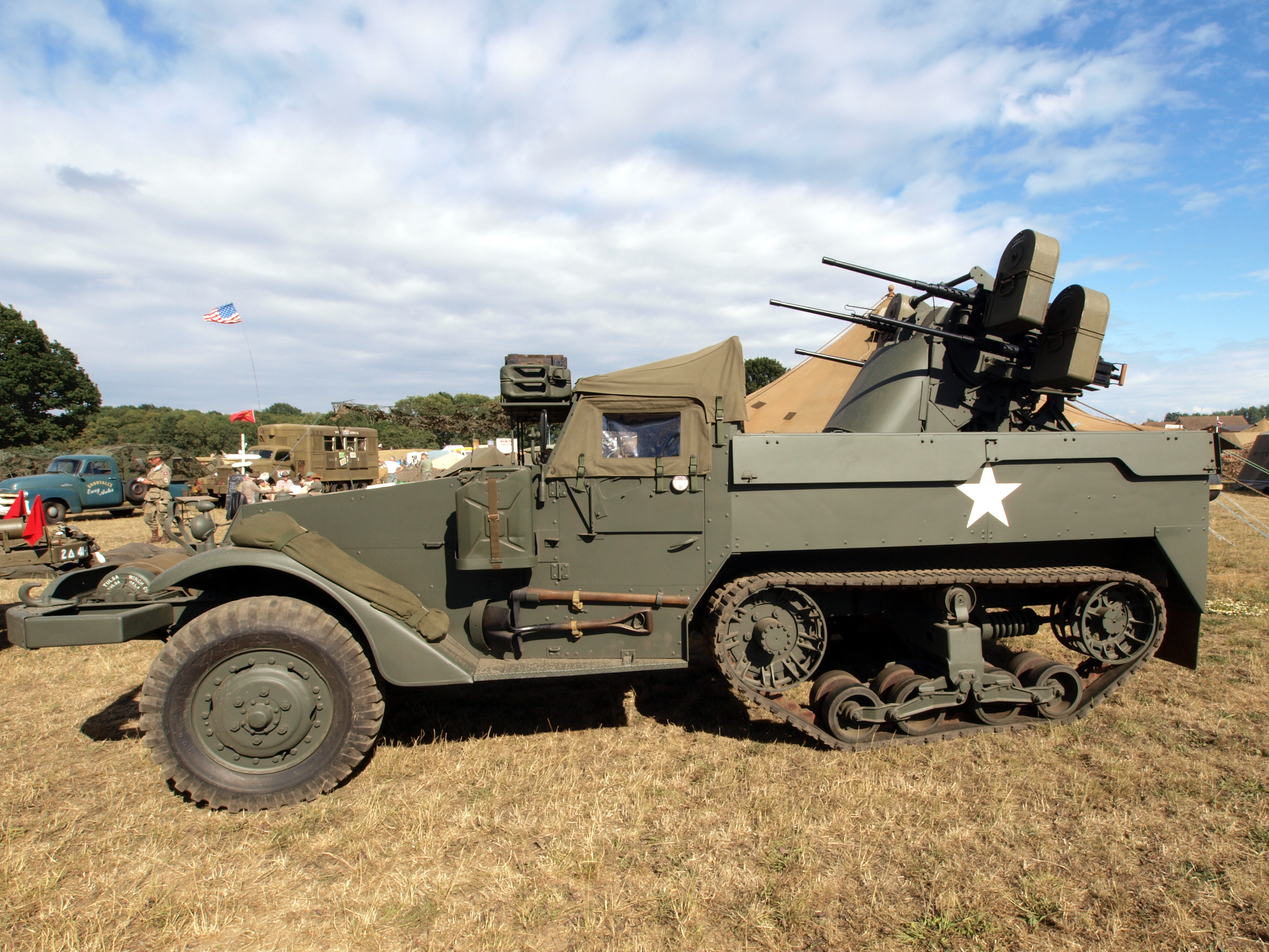
Ausführung als M16

Das M45 Quadmount ist ein amerikanisches Vierlings-Fla-MG im Kaliber .50BMG. Es wurde von der United States Army und deren Verbündeten während und nach dem Zweiten Weltkrieg eingesetzt.

## Beschreibung
Umgangssprachlich auch Maxson Mount genannt, handelte sich um eine Lafette mit vier Browning-M2-Maschinengewehren.
Als mobile Plattform wurden standardmäßig drei Systeme genutzt:
- das M55 Machine Gun Trailer Mount auf einem einachsigen Anhänger Typ M20, der von einem leichten LKW (auf der Straße auch von einem Jeep) gezogen wurde,
- die M51 Multiple Machine Gun Carriage auf einem Anhänger mit Tandemachse vom Typ M17 (ursprünglich ein Plattformanhänger für einen Scheinwerfer), gezogen von einem mittleren oder schweren LKW oder einer Zugmaschine.

In Feuerstellung erfolgte die Stabilisierung der Geschützplattform über vier Stützen, die an den Ecken des Anhängers angebracht waren.
- die M16 Multiple Gun Motor Carriage, montiert auf einem Halbkettenfahrzeug M3.

Zusätzlich gab es die Möglichkeit, die Lafette auf dem Boden abzustellen. Auch wurden nach Bedarf weitere Varianten (z. B. in Eigenleistung) wie die Montage auf einem LKW genutzt.
Die Höhen- und Seitenrichtung wurde mittels Elektromotoren ausgeführt. Zur Stromversorgung befanden sich zwei Batterien und ein Batterieladegerät in der Ausstattung. Der Richtschütze saß zwischen den paarweise angeordneten Maschinengewehren und konnte den Höhenrichtbereich von 0° bis +60° innerhalb einer Sekunde abdecken. Die Änderung der Seitenrichtung erfolgte in ähnlich hoher Geschwindigkeit.
Die Munitionszufuhr erfolgte mechanisch (bei einigen Versuchmodellen auch elektrisch) über Gurtkästen. Jeder enthielt 200 Schuss gegurtete Munition (Weichkern oder panzerbrechend). Als Zieleinrichtung kam ein Marine-Reflexvisier zur Anwendung.
Trotz des für ein Flugabwehrgeschütz geringen Kalibers handelte es sich um eine effektive Waffe, da durch die vier Rohre eine hohe Anzahl an Geschossen in die Luft gebracht werden konnte. Die Waffe blieb – meistens als M16 – bis in die 1970er-Jahre bei den Armeen verschiedenster Staaten im Einsatz. In der Bundeswehr gehörte die Variante M16A1 zur Erstausstattung.

## Weiterentwicklung

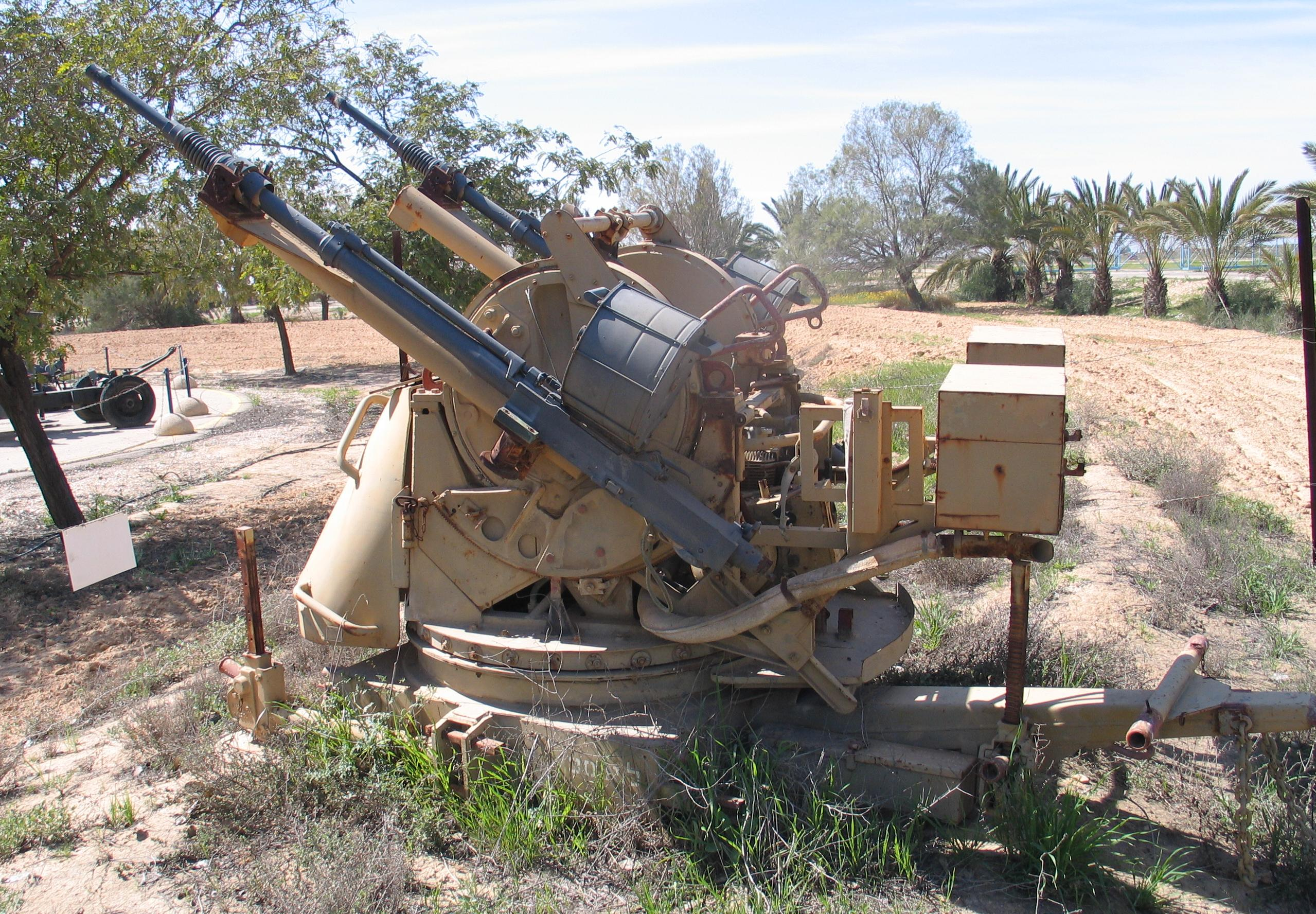
TCM 20

Israel entwickelte aus dem M45 das Flugabwehrgeschütz TCM-20, bei dem die vier Maschinengewehre durch zwei 20-mm-Maschinenkanonen Hispano-Suiza HS.404 ersetzt wurden. Dieses wurde dann in den 1970er-Jahren durch das Flugabwehrsystem M163 Vulcan abgelöst. Einige Reserveeinheiten verfügten jedoch noch bis in die 1980er-Jahre über die TCM-20, die auch in verschiedene Dritte-Welt-Länder exportiert wurden.

## Technische Daten
| Maxson Mount             | Maxson Mount                            |
| ------------------------ | --------------------------------------- |
| Typ:                     | Vierlings-Flugabwehr-MG                 |
| Lafette:                 | Mittelpivotlafette                      |
| Kaliber:                 | .50 BMG                                 |
| Rohrlänge:               | 1654 mm                                 |
| Schusshöhe eff.:         | etwa 1000 m                             |
| Mündungsgeschwindigkeit: | 884 m/s                                 |
| Gewicht der Lafette:     | 1087 kg                                 |
| Seitenrichtkreis:        | 360°                                    |
| Höhenrichtbereich:       | − 5° bis + 85°                          |
| Feuergeschwindigkeit:    | 2400 Schuss/min. (zyklisch alle Waffen) |

## Gezogene Plattformen

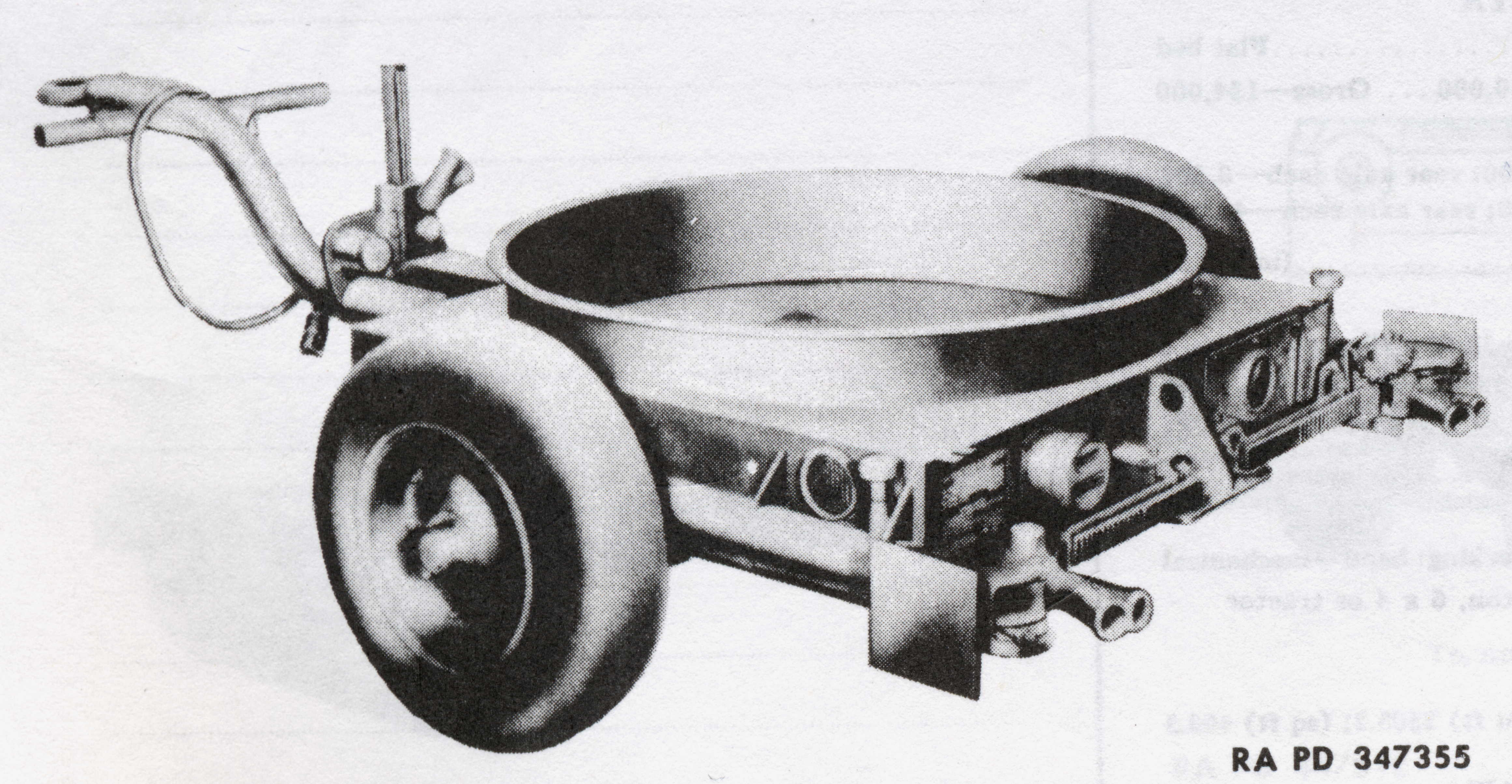
Anhänger M20
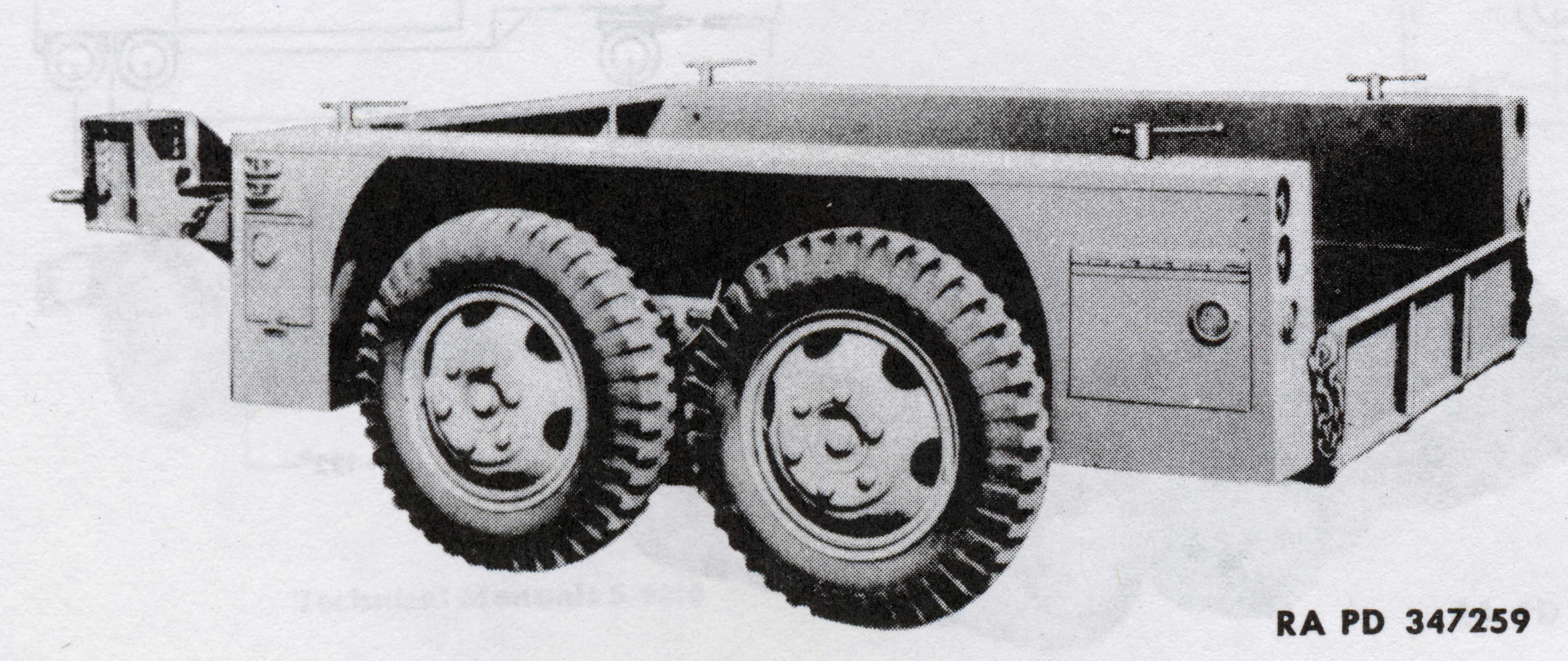
Anhänger M17